# (53159) Mysliveček
(53159) Mysliveček ist ein Asteroid des Hauptgürtels, der am 10. Februar 1999 vom  tschechischen Astronomen Petr Pravec an der Sternwarte Ondřejov (IAU-Code 557) südlich von Prag entdeckt wurde.
Der Asteroid wurde am 10. September 2003 nach dem böhmischen Komponisten Josef Mysliveček (1737–1781) benannt, der ab 1763 in Italien arbeitete.
Der Himmelskörper gehört der Vesta-Familie an, einer großen Gruppe von Asteroiden, benannt nach (4) Vesta, dem zweitgrößten Asteroiden und drittgrößten Himmelskörper des Hauptgürtels.